# Acanthoxyla suteri
Acanthoxyla suteri är en insektsart som först beskrevs av Hutton 1899.  Acanthoxyla suteri ingår i släktet Acanthoxyla och familjen Phasmatidae. Inga underarter finns listade i Catalogue of Life.